# Dimitrie Popescu

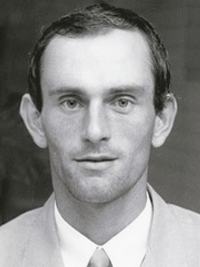
Dimitrie Popescu in den 1980er-Jahren

Dimitrie Popescu (* 10. September 1961 in Straja, Kreis Suceava; † 11. November 2023 in Bușteni, Kreis Prahova) war ein rumänischer Ruderer, der bei vier Olympiateilnahmen sechsmal das Finale erreichte und vier Medaillen gewann.

## Sportliche Karriere
Der 1,97 m große Dimitrie Popescu startete bei den Olympischen Spielen 1984 in Los Angeles zusammen mit Vasile Tomoiagă und Steuermann Dumitru Răducanu im Zweier mit Steuermann und gewann die Silbermedaille hinter den italienischen Brüdern Carmine und Giuseppe Abbagnale und deren Steuermann Giuseppe Di Capua. Auch bei den Weltmeisterschaften 1985 siegten die Italiener vor den Rumänen. 1986 verpassten Popescu und Tomoiagă mit ihrem neuen Steuermann Nataniel Lupulesci als Vierte knapp eine Medaille. Bei den Weltmeisterschaften 1987 traten Popescu und Tomoiagă mit Marin Gheorghe als Steuermann an und gewannen Bronze hinter den Italienern und dem britischen Zweier. 
Popescu, Tomoiagă und der neue Steuermann Ladislau Lovrenschi traten bei den Olympischen Spielen 1988 in Seoul in zwei Bootsklassen an. Im Zweier mit Steuermann belegten sie hinter den Booten aus Italien, der DDR und dem Vereinigten Königreich den vierten Platz. Zusammen mit Ioan Șnep und Valentin Robu gewannen sie im Vierer mit Steuermann die Silbermedaille hinter dem Vierer aus der DDR. Seinen ersten großen Titel gewann Popescu bei den Weltmeisterschaften 1989 als er zusammen mit Vasile Năstase, Valentin Robu, Vasile Tomoiagă und Marin Gheorge Weltmeister im Vierer mit Steuermann wurde. Bei den Weltmeisterschaften 1990 belegte der rumänische Vierer mit der gleichen Crew wie im Vorjahr den sechsten Platz. 
Nach einem Jahr Pause trat Popescu bei den Olympischen Spielen 1992 in Barcelona wieder in zwei Bootsklassen an. Am 1. August siegten Iulică Ruican, Viorel Talapan, Dimitrie Popescu, Nicolae Țaga und Steuermann Dumitru Răducanu im Vierer, am 2. August erkämpften Popescu, Țaga und Răducanu Bronze im Zweier hinter den Briten und den Italienern. In den nächsten Jahren war Popescu international nicht am Start, aber bei den Olympischen Spielen 1996 belegte er mit dem Vierer ohne Steuermann noch einmal den fünften Platz. Zum Abschluss seiner Karriere ruderte er zusammen mit Nicolae Țaga und Dumitru Răducanu im gesteuerten Zweier auf den zweiten Platz hinter den Franzosen bei den Weltmeisterschaften 1996.